# Fulbert z Chartres
Fulbert z Chartres (ur. ok. 960, zm. 10 kwietnia 1028) – francuski święty Kościoła katolickiego, teolog i filozof, biskup Chartres od 1006.
Potomek biednej rodziny, uczeń szkoły katedralnej w Reims i wychowanek Gerberta, późniejszego papieża Sylwestra II. Od około 990 mieszkał w Chartres, gdzie nauczał w miejscowej szkole katedralnej. Był kolejno kanonikiem, kanclerzem kurii biskupiej, a od 1006 roku biskupem. Jako biskup okazał się przeciwnikiem symonii i rozjemcą sporów. Doradca francuskiego króla Roberta II Pobożnego. Jest autorem listów, kazań, traktatów teologiczno-literackich i hymnów. Być może napisał żywot Auberta z Cambrai. Jest autorem hymnu Jutrzni po oktawie Wielkanocy „Wy, chóry nowego Jeruzalem” (Chorus novae Jerusalem). Odbudował zniszczoną pożarem katedrę (do dzisiejszego stanu).
Ok. roku 1020 zreorganizował szkołę katedralną, nadając jej specyficzny charakter z którego wkrótce stała się znana. Szkoła w Chartres zaczęła przyciągać licznych uczniów (uczniem Fulberta był m.in. Berengar z Tours), i w kolejnym stuleciu osiągnęła szczyt rozkwitu, gromadząc wokół siebie wielu wybitnych filozofów. Nauka w szkole została oparta na sztukach wyzwolonych, na lekturze tekstów klasycznych a także na studiach przyrodniczych i medycznych.
Dwujęzyczna, łacińsko-angielska, edycja krytyczna dzieł Fulberta z Chartres w opracowaniu i przekładzie Fredericka Behrendsa ukazała się w Oksfordzie w 1976 roku.